# Jinu
Jinu, pseudonimo di Kim Jin-woo (김진우?, 金秦禹?, Gim Jin-uLR, Kim ChinuMR; Contea di Sinan, 26 settembre 1991), è un cantante e attore sudcoreano.

## Biografia
Jinu è nato con il nome di Kim Jin-woo il 26 settembre 1991 a Imja-do, nella Contea di Sinan, nella Jeolla meridionale. È stato scoutato da Seungri dei Big Bang, che è stato impressionato dalla sua danza mentre frequentava la sua accademia di danza in quel momento, portandolo così alla YG Entertainment. Dopo lo scouting, è diventato apprendista nell'agosto 2010. L'anno successivo, si esibì come ballerino di riserva al YG Family Concert del 2011 insieme all'ex compagno di band Tae-hyun.

## Carriera

### 2013-2018:Win: Who Is Next, debutto con i Winner e carriera d'attore
Nel 2013, Kim è apparso nel programma Win: Who Is Next come concorrente sotto il "Team A", dove lo spettacolo ha portato il Team A a vincere. Nell'agosto 2014, Kim ha fatto il suo debutto come uno dei cinque membri del gruppo maschile Winner con l'album in studio 2014 S/S con i singoli principali "Empty" e "Color Ring". Al suo debutto, "Empty" ha superato tutte le classifiche sudcoreane e tutte e dieci le tracce del loro album in studio hanno dominato i primi 10 posti su Melon, il più grande servizio di streaming musicale della Corea del Sud, guadagnando ulteriormente il titolo di "Monster Rookies". I Winner hanno continuato a scalare la Circle Chart e hanno vinto un bonsang ai Melon Music Award.
Nel luglio 2016, Kim ha fatto il suo debutto come attore recitando nel serial TV Mabeobwi Haendeupon.  Nel novembre 2016, Kim si è unito come protagonista per la produzione The Little Prince della Korea National Contemporary Dance Company dopo aver superato un'audizione cieca per il ruolo, dimostrando che le sue abilità erano alla pari con quello che stavano cercando. Attraverso la produzione ha continuato a diventare il primo idol K-pop a prendere parte a una produzione di danza contemporanea. Lo stesso anno ha recitato nel film drammatico For A Thousand More insieme al compagno di band Kang Seung-yoon e al compagno di etichetta Kim Hee-jung.
Kim ha partecipato nella verità Wizard of Nowhere, come membro fisso dal luglio 2017 in poi. Lo spettacolo ha segnato la sua prima apparizione fissa in uno spettacolo di varietà dal suo debutto, dopo avergli guadagnato una nomination per il "Rookie Award" agli MBC Entertainment Award 2017. Nel gennaio 2018, Kim è apparso nel programma Live a Good Life con i compagni di etichetta Kwon Hyun-bin e Yoo Byung-jae.

### 2019: debutto da solista
Nell'aprile 2019, Kim si è unito al cast di Legendary Big Fish. Poco dopo si è unito al cast di Scene's Quiz. Kim ha fatto il suo debutto da solista il 14 agosto con il singolo Jinu's Heyday trainato dal brano Call Anytime. Dopo il debutto, la sua prima apparizione in uno spettacolo musicale è stata al Show! Eum-ak jungsim il 17 agosto.

## Filantropia
Il 6 aprile 2019 Kim ha fatto una donazione di 10 milioni di won alla Hope Bridge Association del National Disaster Relief per le vittime dell'incendio della provincia di Gangwon in Corea del Sud. Il 18 settembre Kim ha donato 10 milioni di won per aiutare le vittime che hanno subito il disastro naturale, il tifone Lingling.
Il 1º marzo 2020 Kim ha donato 10 milioni di won all'Associazione Hope Bridge per aiutare le persone colpite dal coronavirus.

## Discografia

### Da solista

#### Singoli
- 2019 – Jinu's Heyday

### Con i Winner
- 2014 – 2014 S/S
- 2018 – Our Twenty For
- 2018 – Everyday

## Filmografia

### Televisione
- Mabeobwi Haendeupon – serial TV (2016)
- Cheonnyeonjjae yeon-aejung – serial TV (2016)

### Varietà
- Win: Who Is Next (2013)
- Oji-eui Mabeopsa – episodi 5-29 (2017)[17]
- Live a Nice Life (2018)
- Legendary Big Fish (2019)
- Scene's Quiz (2019)

## Riconoscimenti
- MBC Entertainment Award
  - 2017 – Candidatura Rookie Award[9][18]